# Métro d'Amsterdam
Le métro d'Amsterdam (en néerlandais : Amsterdamse metro) est un système de transport en commun desservant Amsterdam, capitale des Pays-Bas, ainsi que les communes voisines de Diemen, d'Amstelveen et d'Ouder-Amstel, situées dans son agglomération. Ses cinq lignes sont exploités par la GVB (Gemeentelijk Vervoerbedrijf), également responsable des tramways, ferries et autobus.
Inauguré en 1977, ce qui le rend relativement récent par rapport aux autres réseaux de métro en Europe, le métro d'Amsterdam est initialement conçu en complément du tramway d'Amsterdam, alors que la ville connaît une forte expansion géographique. En raison de la nature marécageuse des sols à Amsterdam, la plupart du réseau est construit en surface – ainsi, des 39 stations qu'il compte, seules 9 sont souterraines, principalement en centre-ville. Ses tunnels sous les canaux d'Amsterdam possèdent la particularité d'être dotés de grandes portes en acier à l'entrée et sortie des stations, permettant un cloisonnement rapide dans l'éventualité d'une fuite et d'une inondation.
La ligne 50 du métro d'Amsterdam assure une liaison semi-circulaire entre le sud-est et l'ouest. Les lignes 51, 53 et 54 disposent d'un tronc commun de leur terminus à la gare centrale jusqu'à la station Spaklerweg, sur la rive droite de l'Amstel. Elles desservent ensuite différents lieux du sud de la ville : respectivement la gare d'Amsterdam-Sud puis l'ouest de la ville conjointement avec la ligne 50 pour la ligne 51, les alentours de la rivière Gaasp pour la ligne 53, ainsi que le quartier du Bijlmermeer, également au côté de la ligne 50, pour la ligne 54. La ligne 52, qui joint l'arrondissement Nord et la gare d'Amsterdam-Sud, doit à terme atteindre la gare de l'aéroport d'Amsterdam-Schiphol dans la commune de Haarlemmermeer au sud-ouest. Du fait de sa conception récente, elle est la seule ligne à ne pas partager de tronçon avec une autre ligne.
Le métro réalise 90,3 millions de voyages de passagers en 2018. Il utilise un écartement standard de rail (1 435 mm), tandis que courant de traction (750 V continu) est fourni par troisième rail. L'intégralité des stations du réseau est accessible aux personnes à mobilité réduite.

## Histoire
Si la création d'un métro dans la capitale des Pays-Bas est envisagée depuis longtemps, puisque le premier projet remonte à 1922, la question est de nouveau posée après la Seconde Guerre mondiale. En effet, la ville d'Amsterdam doit alors faire face à une croissance démographique entraînant une augmentation importante du trafic urbain. Elle dispose à l'époque d'un réseau de tramway bien conçu, mais qui ne sort pas des limites d'avant-guerre de la ville. Aucune décision ne sera prise dans l'immédiat concernant la construction d'un réseau souterrain.

### Construction de la première ligne (1968-1982)

#### La décision

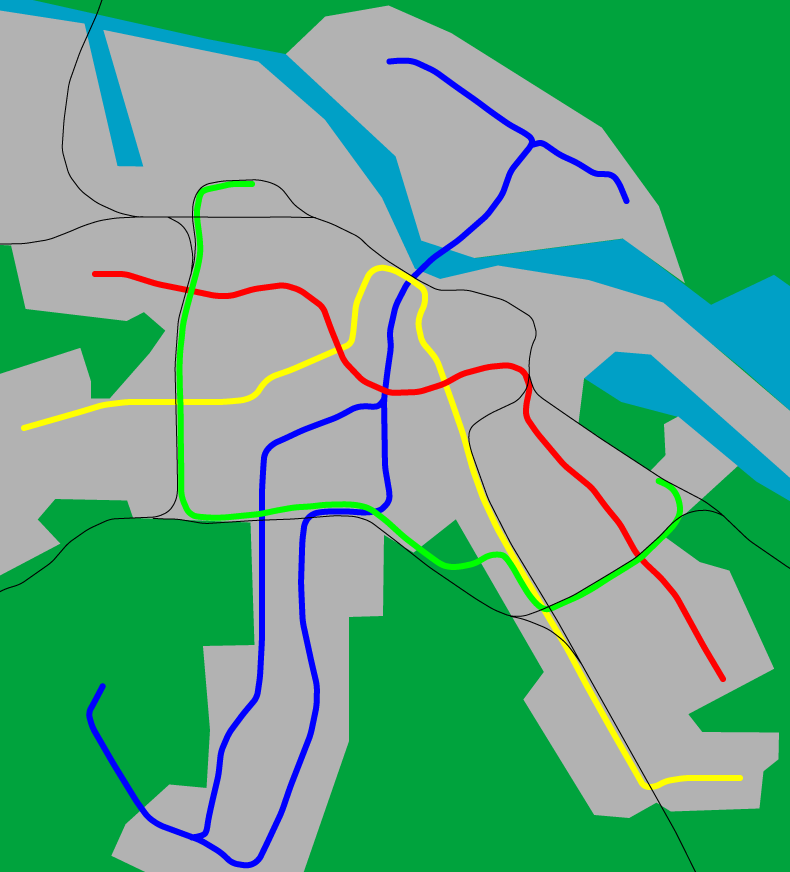
Carte du projet voté en 1968.

Ce n'est qu'en 1968 que la commune d'Amsterdam décide par un vote de son conseil municipal de construire un métro souterrain. Ce choix doit permettre de relier de manière efficace les zones les plus éloignées du centre-ville aux points d'intérêt de la ville. Le réseau projeté comprend quatre lignes : du nord au sud, du sud-ouest au sud-est, d'est en ouest et une ligne circulaire, soit 78 km dont environ 26 km sous terre.
La ligne Est (Oostlijn) est destinée à relier la gare centrale en centre-ville au nouveau quartier en construction à Bijlmermeer, puis éventuellement à Osdorp à Amsterdam-Nouvel-Ouest. La GVB en commence la construction en août 1970 après que la municipalité obtient de l'État une participation financière de 50 % des investissements prévus.

#### La construction
Selon les études menées, la ligne reliant le nord au sud sera la plus utilisée du réseau. Cependant, au vu des difficultés techniques posées par la construction de cette dernière, les autorités commencent par les tronçons au sud-est de la ville. Puisqu'elle doit avoir la section souterraine la plus courte et que les ingénieurs néerlandais n'ont alors aucune expérience en ce genre de travaux, l'on décide de démarrer par cette ligne en fourche. En effet, la ville d'Amsterdam est construite sur des marais, d'où les maisons sur pilotis, ponts, vélos et tramways. Le risque d'avoir des infiltrations majeures dans les tunnels du métro passant sous les canaux et autres cours d'eau est pris en compte lors de la conception.
Les travaux du métro suscitent beaucoup de critiques et amènent les habitants du quartier de Nieuwmarkt, dans le centre historique, à organiser des manifestations massives en faveur de la protection du patrimoine urbain. Celles-ci atteignent leur objectif puisque les démolitions de bâtiments dans le centre-ville sont arrêtées après quelques semaines de travaux. D'autres solutions plus onéreuses sont trouvées pour faire passer la nouvelle ligne sans davantage détruire de constructions historiques.
Pour la construction de la section souterraine, située principalement sous le centre historique, il a fallu tenir compte de la nature du sous-sol; constitué par un sol sablonneux gorgé d'eau avec un niveau supérieur de la nappe phréatique à environ un mètre au-dessous de la surface du sol. Deux méthodes furent employés pour ne pas modifier le niveau de la nappe phréatique, ce qui aurait pu entraîner la décomposition des pilotis en bois sur lesquels reposent des centaines de maisons anciennes de caractère historique. La principale méthode utilisé fut le fonçage de caissons. Quatre-vingt caissons, d'une longueur de 40 mètres, d'une hauteur de 10 mètres et d'une largeur variable, généralement 10 mètres mais pouvant atteindre de 30 à 40 mètres (pour les stations Weesperplein, puis Gare centrale) furent produits. Le fonçage, qui dure environ trois semaines, est réalisé par déblayage hydraulique, sous le fond du caisson, exécuté par des lances à eau fonctionnant à la pression de huit atmosphères. Après le fonçage, le toit du caisson se trouve à environ trois mètres au-dessous du niveau du sol. Pour réaliser la jonction, en béton armé, des caissons entre eux, la technique consiste à congeler préalablement le sol à l'aide d'azote liquide. Sur une section courte de 290 mètres, pour réduire la durée d'interruption du trafic en surface, fut utilisée la méthode "parois et couverture" avec parois moulées en béton ou parois de retenues en acier entre lesquelles est coulé un radier en béton sous lequel le creusement est ensuite effectué en souterrain. La plus grande partie des sections aériennes sont implantées en remblai, avec une quarantaine de viaducs dont un viaduc dédoublé (c'est-à-dire deux viaducs parallèles à voie unique) de 1,1 km dans la zone de Biljmermeer.

#### L'inauguration et les extensions

Année d'ouverture de chaque tronçon du métro d'Amsterdam.

Le coût de la ligne est sous-estimé, le gouvernement décide peu de temps avant son inauguration de geler tout nouveau projet de construction d'un réseau métro au profit d'une intégration dans le réseau ferré régional. Le ministre des transports affirme que cette première ligne de métro pourrait être la dernière en raison de son coût élevé d'investissements. Le gouvernement recommande de ne pas poursuivre les travaux liés au métro. Entre-temps, le Conseil municipal d'Amsterdam avait en 1975 retirée la décision de 1968 de construire un réseau, après constatation que les coûts de construction sont plus élevés qu'initialement calculés, finalement de seulement 20%, et surtout que la population du quartier concernée par la construction de tunnels n'était pas disposée à accepter la démolition de douzaines de maisons anciennes.
Le 14 octobre 1977, les tronçons reliant Weesperplein à Gaasperplas (dix stations) et Weesperplein à Holendrecht (neuf stations) sont ouverts, exploités en tant que deux lignes distinctes, numérotées 53 (Gaasperplaslijn) et 54 (Geinlijn) respectivement, partageant un tronçon commun avec quatre stations. La longueur de cette ligne atteint 14 km dont un peu moins de deux km en tunnel avec deux stations souterraines, Weesperplein et Wibautstraat. Les treize stations aériennes sont implantées pour la plupart sur l'emprise des lignes des Chemins de fer néerlandais. La station Spaklerweg  sera mise en service en juin 1982.
Trois ans après son inauguration, la ligne atteint en octobre 1980, avec trois stations supplémentaires (1,7 km), son terminus planifié, la gare centrale d'Amsterdam, au nord de Weesperplein par le quartier de Nieuwmarkt, où les travaux sont retardés. En août 1982, la ligne 54 est prolongée de deux stations (2,2 km) jusqu'à Gein. La ligne Est (exploitée comme deux lignes indépendantes) atteint 18 km dont 3,4 km en souterrain (cinq stations) et 14,6 km en aérien,.avec 20 stations. La station Dulvendrecht ouvrira en 1993.

Pour faire fonctionner la ligne Est au cours des premières années, les effectifs de la division métro de l'entreprise de transport public d'Amsterdam (GVBA) s’élevaient à environ 250 personnes dont 106 étaient des employés de stations ou conducteurs de convois et environ 65 s'occupent des installations techniques, des véhicules ou du contrôle des lignes et des stations. Si, comparativement à d'autres réseaux, l'effectif de personnel est moindre, c'est parce que les fonctions de conducteurs de métro et d'employés de station sont fusionnées et assumées à tour de rôle par les mêmes personnes. Une station de métro n'est pas en permanence pourvue de personnel, le personnel en réserve pouvant assumer les deux fonctions, ce qui constitue des économies importantes.

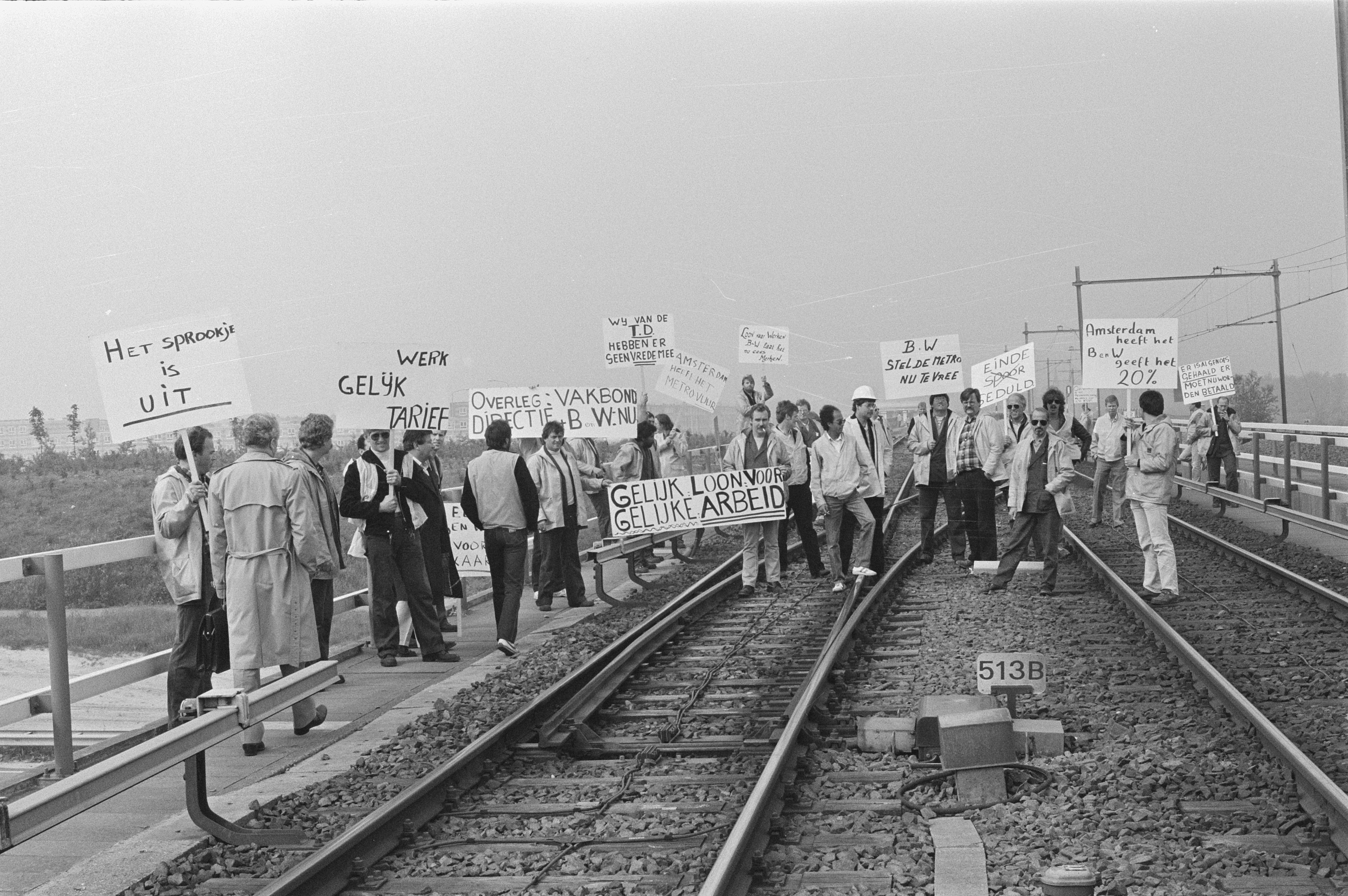
Grève du personnel du métro d'Amsterdam en 1986 pour des hausses de salaire.

### Création du Sneltram (1990)

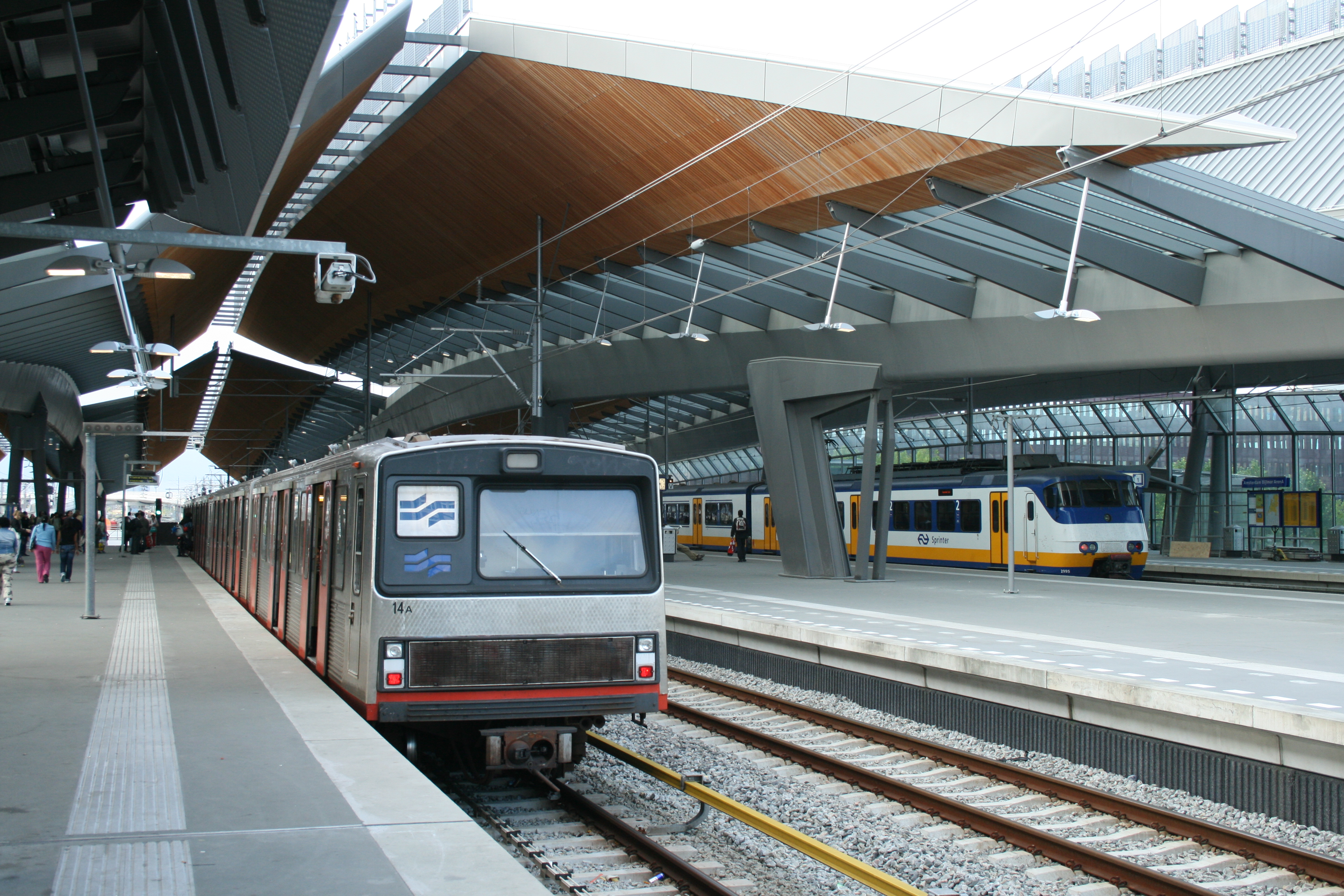
Rame de type M2, premier matériel roulant avec lequel est exploité le réseau et aujourd'hui retiré du service, à la station Bijlmer ArenA, inaugurée en 1977 et traversée par les lignes 50 et 54.

Au cours des années 80 fut prise la décision de continuer le développement du réseau ferré de la ville en interconnectant les réseaux de tramways au réseau de métro afin de réduire les coûts de construction. La ligne 51 vers Amstelveen qui ouvre en décembre 1990 est conçue comme un tramway rapide (Sneltram) qui partage avec le métro le tronçon de Centraal Station à Spaklerweg.
Ensuite, ses rames circulent sur des voies communes avec la ligne 50 et se sépare de celle-ci à la station Zuid/WTC. Jusqu'à la station Zuid, la ligne 51 est une ligne de métro à part entière, c'est-à-dire en site propre, sans intersections avec d'autres utilisations. À la station Zuid (en direction d'Amstelveen), la ligne devient une ligne de tramway rapide (Sneltram). Comme la ligne 51 est catégorisée comme un tramway, son gabarit est plus étroit et en conséquence des bordures de quai en stations permettent de combler la distance entre la rame et les quais. 

En 2004, un prolongement de la partie sud jusqu'à Westwijk est inauguré. Depuis mars 2019, la ligne Amstelveen ne fait plus partie du réseau du métro : la nouvelle ligne 51 part de la Centraal Station à Isolatorweg en partageant ses voies avec les lignes 53-54 et 50. Cette nouvelle ligne permet aux voyageurs de faire le trajet vers la Gare centrale depuis Amstelveen avec un changement à Zuid et ceux en provenance de l'ouest de façon directe. Les tramways en provenance d'Amstelveen ne partagent plus de tronçon avec le métro classique qui devient en totalité un réseau de métro classique. La ligne Amstelveen a été reconvertie en tant que ligne de tramway traditionnel.

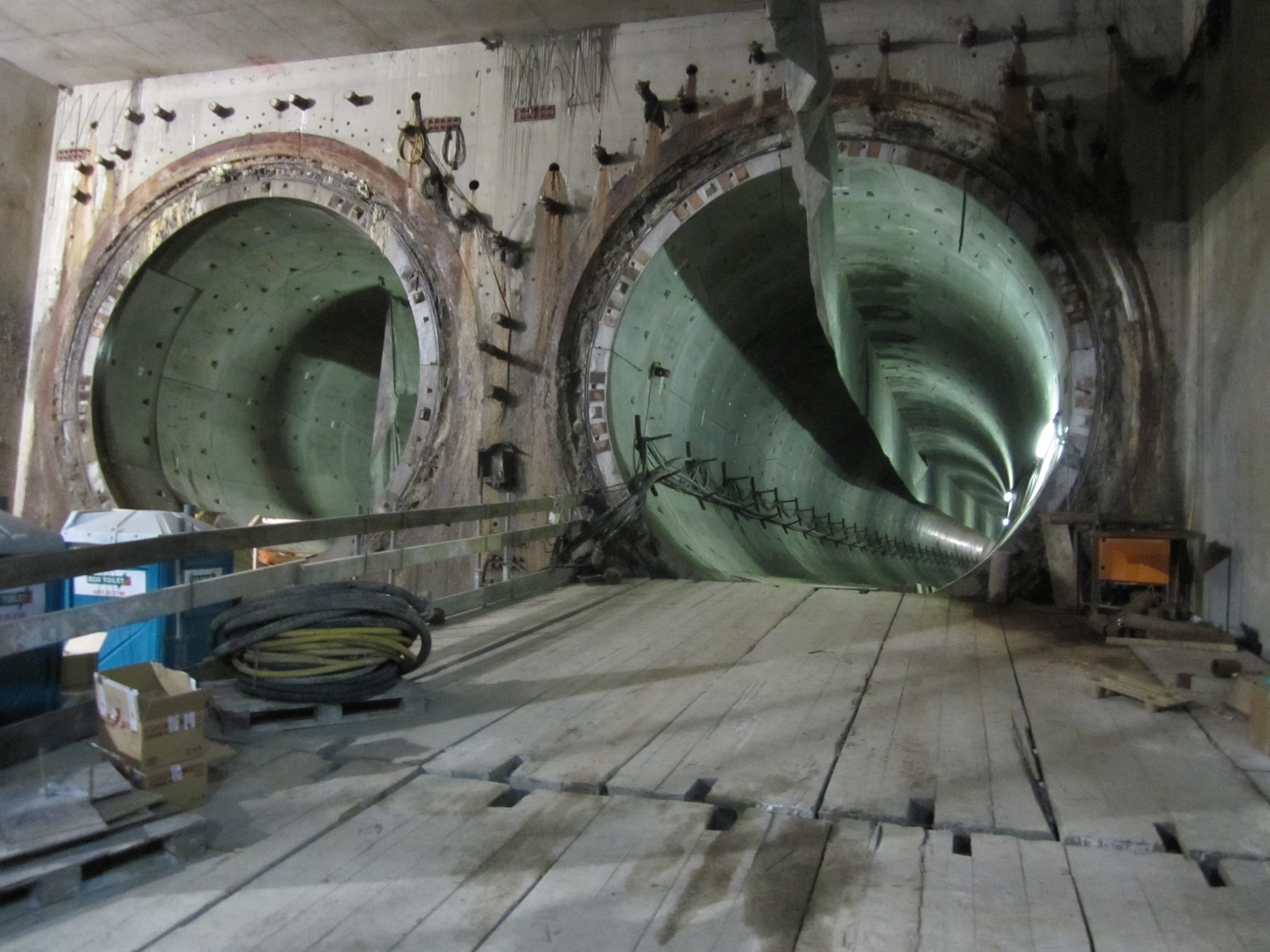
Le tunnel de la ligne 52 en travaux en 2011 : les infiltrations d'eau dues à la présence de nombreux marécages dans la zone sont visibles.

### Une ligne circulaire inachevée (1997)
La décision de construire la ligne 50 a été prise par la mairie d'Amsterdam rapidement après l'inauguration du Sneltram. Cette ligne de 20,5 km de long au total, reprenant les voies déjà construites entre les stations Gein et Zuid, la ligne 50, est inaugurée vers le nord-ouest jusqu'à Isolatorweg le 1er juin 1997. Sur ce tronçon la ligne est complètement en surface, essentiellement sur des viaducs, afin d'éviter les nombreux marécages et donc de réduire le coût des travaux. Toute la ligne reçoit le courant de traction par troisième rail. Bien qu'il soit prévu que cette ligne devienne une ligne circulaire, son achèvement est incertain du fait du coût de ses deux traversées fluviales, afin de rejoindre l'autre berge sur laquelle est établi l'arrondissement nord d'Amsterdam et ainsi boucler la ligne. La ligne 50, tout comme les lignes 53 et 54, partage certains viaducs avec des trains de Nederlandse Spoorwegen (NS), ces derniers roulant sur des voies dédiées.

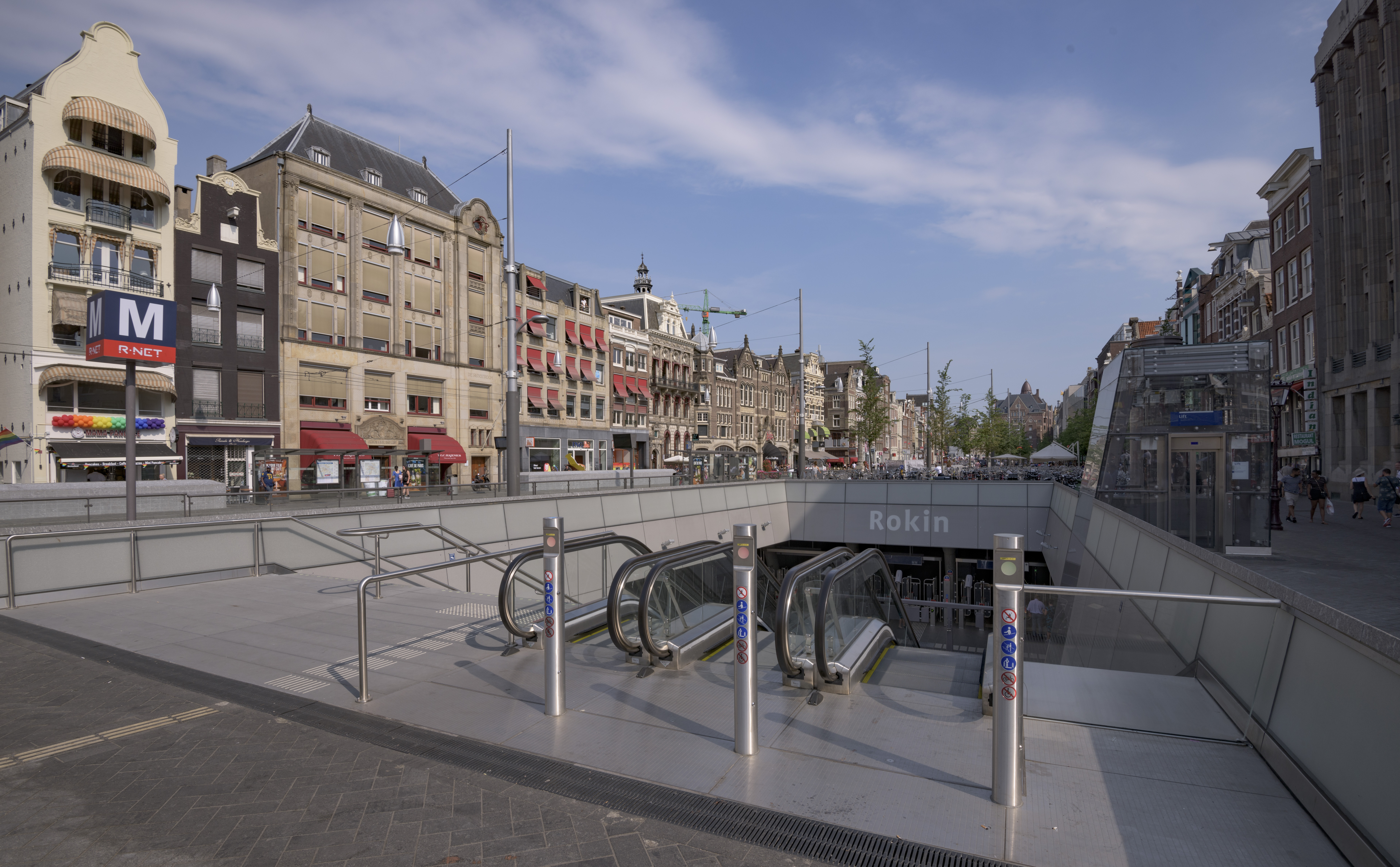
La station Rokin, située sur l'axe éponyme, inaugurée en juillet 2018 avec le reste de la ligne 52.

### La ligne nord-sud (2018)
Si le projet de construire cette ligne remonte à 1994, le ministère des transports ne confirme qu'en octobre 1999 sa décision d'assurer son financement si la municipalité assume sa part financière et sa part de risques d'un projet estimé à deux milliards de guilders. La municipalité accepta finalement le projet en octobre 2002. Les travaux de cette ligne du métro et de ses sept stations nouvelles, la ligne 52, appelée Noord/Zuidlijn, commencent en 2003. La ligne devait être inaugurée en 2011 mais les travaux connaîtront de nombreux retards,,. La ligne ne sera mise en service qu'en juillet 2018.  La ligne est dotée de huit stations dont deux de correspondance avec les autres lignes du réseau (Centraal Station et Zuid) pour une longueur totale de 9,7 kilomètres avec huit stations dont 6 kilomètres en souterrain.
Passant sous le centre-ville historique classé par l'UNESCO au patrimoine mondial et marqué par de nombreux canaux, la ligne 52 comprend des portes métalliques faisant office de barrages installées dans les tunnels, qui se ferment en cas de rupture de la paroi du tunnel pour prévenir une inondation des stations alentour. En 2003, le coût de la ligne est estimé à 1,4 milliard d'euros, la facture finale s'élève à 3,1 milliards. Les services sont assurés par les rames de métro Alstom série M5. Alstom a également fourni une signalisation par blocs mobiles basée sur sa technologie Urbalis 400 CBTC, première ligne à être équipée de ce système. Un trafic quotidien de 121 000 passagers est attendu.

## Réseau

### Les lignes
| Ligne  | Symbole | Désignation     | Trajet                         | Ouverture | Longueur | Stations | Fréquentation par jour (2019) |
| ------ | ------- | --------------- | ------------------------------ | --------- | -------- | -------- | ----------------------------- |
| M50    |         | Ringlijn        | Isolatorweg ↔ Gein             | 1997      | 20,5 km  | 20       | 100 200 voyageurs             |
| M51    |         | Amstelveenlijn  | Isolatorweg ↔ Centraal Station | 1990      | 18,7 km  | 19       | 60 800 voyageurs              |
| M52    |         | Noord/Zuidlijn  | Noord ↔ Zuid                   | 2018      | 9,7 km   | 8        | 84 000 voyageurs              |
| M53    |         | Gaasperplaslijn | Gaasperplas ↔ Centraal Station | 1977      | 11,7 km  | 14       | 60 600 voyageurs              |
| M54    |         | Geinlijn        | Gein ↔ Centraal Station        | 1977      | 12,7 km  | 15       | 73 500 voyageurs              |
| TOTAL: | TOTAL:  | TOTAL:          | TOTAL:                         | TOTAL:    | 73,3 km  | 76       | 379 100                       |

La plupart des stations sont communes à plusieurs lignes (deux voire trois lignes). Seules six stations de la partie sud de la ligne 53 et les stations de la ligne 52 Nord-Sud ne desservent qu'une seule ligne (deux stations de correspondance sur la ligne Nord-Sud).

### Les stations
La plupart des stations de la première ligne sont à quai central. La largeur des quais est de 8 à 9 mètres pour une longueur de 155 mètres, ce qui correspond à des trains de huit voitures. D'une conception architecturale sobre, les stations sont équipées d'escaliers roulants mécaniques pour la montée et d'ascenseurs pour les personnes à mobilité réduite, qui relaient les quais aux mezzanines et aux accès.De nombreuses stations sont à quai central.
À partir de 2003 et jusqu'en 2019, les stations des lignes 53 et 54 sont rénovées. Leur architecture héritée des années 70 laisse place à des réalisations plus contemporaines et lumineuses, qui doivent accompagner l'arrivée des rames de série M5 et M7.

## Matériels techniques

### Matériel roulant
Le réseau du métro d'Amsterdam est actuellement exploité avec 90 rames appartenant à trois séries distinctes que sont la série S3-M4, la série M5 et la série M7. Les séries M1-M3 et S1-S2 étant retirées du service,.
| Type de véhicule | Livraison | Suppression | Constructeur             | Nombre de rames fabriquées | Alimentation                | Véhicules par rame | Lignes desservies |
| ---------------- | --------- | ----------- | ------------------------ | -------------------------- | --------------------------- | ------------------ | ----------------- |
| M1-M3            | 1973-1977 | 2015        | Linke-Hofmann-Busch      | 44                         | Troisième rail              | 2                  |                   |
| S1-S2            | 1990-1994 | 2024        | La Brugeoise et Nivelles | 25                         | Troisième rail & caténaire  | 2                  |                   |
| M4-S3            | 1996-1997 | en service  | CAF                      | 37                         | Troisième rail et caténaire | 2                  |                   |
| M5               | 2012-2015 | en service  | Alstom                   | 28                         | Troisième rail              | 6                  |                   |
| M7               | 2021-2024 | en service  | CAF                      | 43                         | Troisième rail              | 3                  |                   |

#### Matériel actuel

##### Série M4/S3

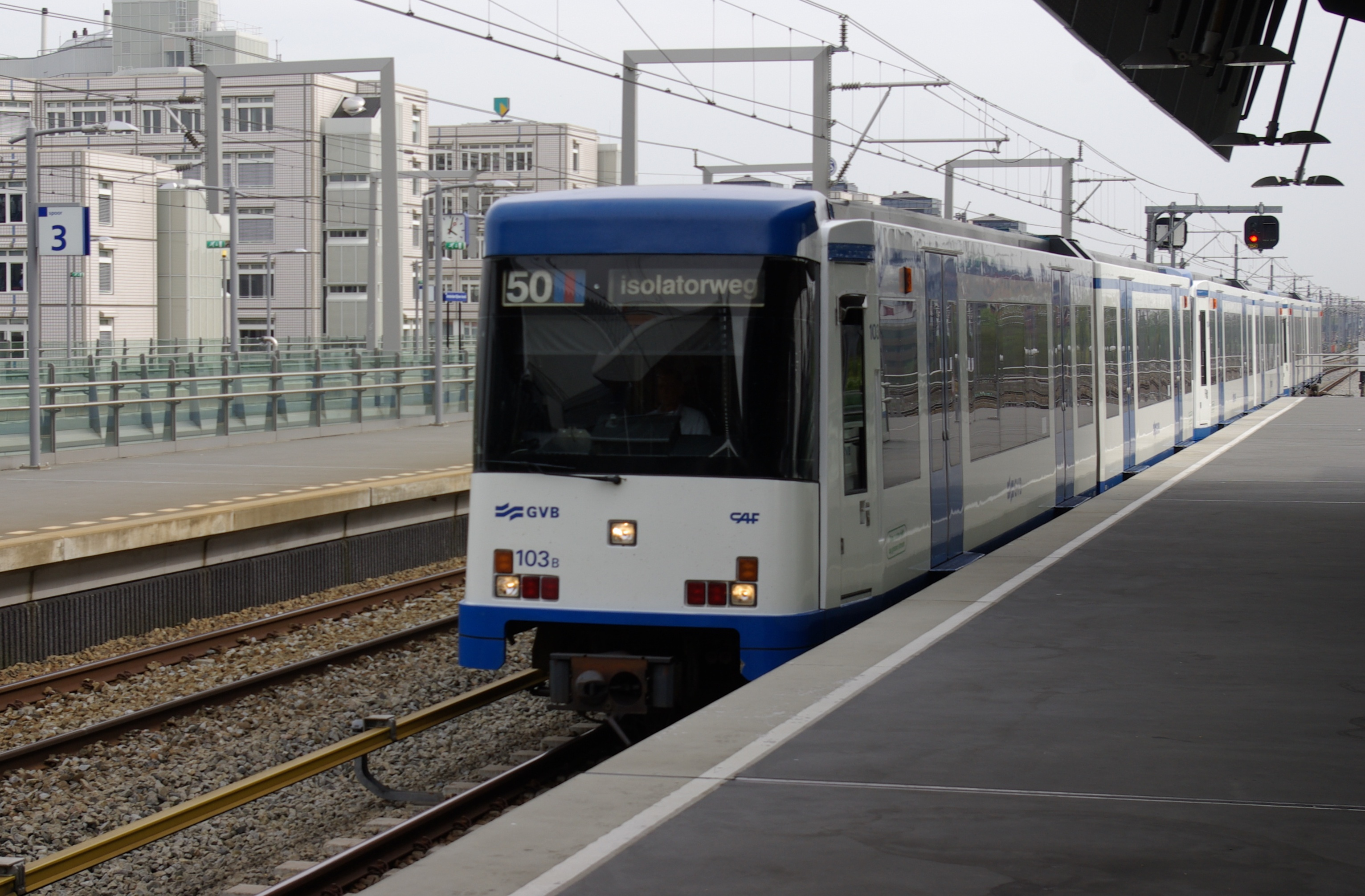
Rame de la série M4/S3 construite par CAF.

Les 37 rames de deux véhicules de la série M4/S3, numérotées de 70 à 106, furent commandées en février 1994 pour la ligne circulaire à la société Construcciones y Auxiliar de Ferrocarriles (CAF) à Beasain et furent livrées entre 1996 et 1997 pour l'ouverture de la ligne circulaire (ligne 50). Leurs principales caractéristiques sont :
- Longueur : 30,9 m (30,1 m hors attelage)
- Largeur : 2,7 m
- Masse à vide : 48 t
- Masse en charge : 72 t
- Vitesse maximale : 70 km/h
- Puissance : 6 x 70 kW
- Alimentation : 600 volts (caténaire) & 750 volts (3ème rail) pour le S3; 750 volts (3ème rail) pour le M4

Les rames sont alimentées par 3e rail. Les quatre rames 70-73 qui forment la sous-série S3, possèdent de grands pantographes utilisés sous caténaire (600 V cc) pour la ligne 51. Les 33 autres rames (sous-série M4) circulent sur les lignes 50 et 53 : contrairement aux rames de la série (S3), elles ne disposent que de petits pantographes permettant de circuler dans le dépôt. Quatre rames au maximum peuvent être accouplées. Une des caractéristiques de ces rames est le faible nombre de portes, deux par voiture par côté au lieu des trois habituelles.

##### Série M5

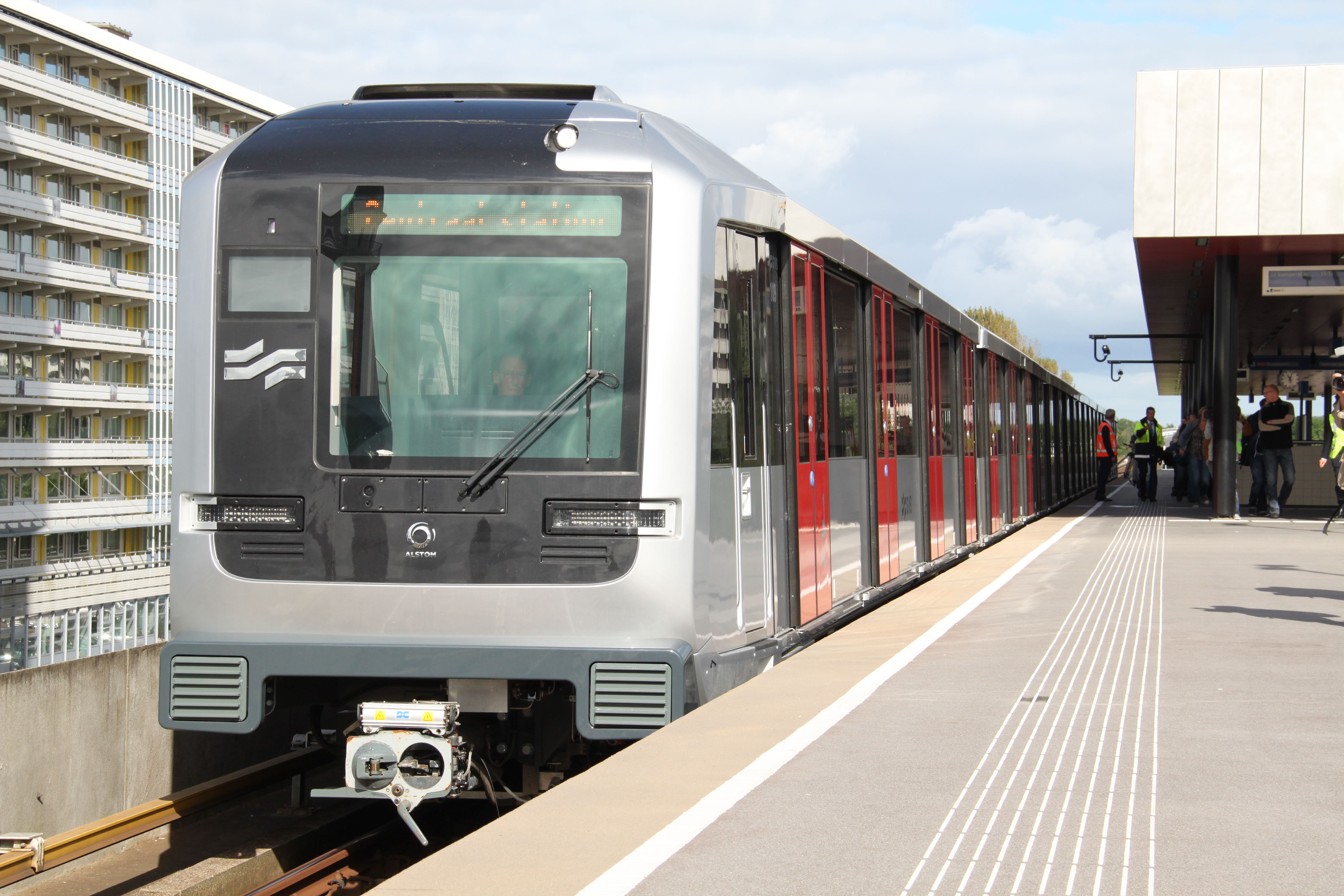
Une rame de série M5 du constructeur Alstom.

Une commande de 200 millions d'euros est passée en février 2010 auprès d'Alstom pour 23 rames de la gamme Metropolis avec livraisons en 2012. Une levée d'option sur cinq rames (M6) a lieu en février 2013 pour un total de 42 millions d'euros et une livraison au cours du second semestre 2014,.
- Longueur : 116,2 m
- Largeur : 3 m
- Masse : 190 t
- Vitesse maximale : 90 km/h
- Puissance : 16 x 200 kW
- Alimentation : 750 volts (3ème rail)

Les trains série M5 ont remplacé les séries M1-M3 en service depuis 30 ans. Les nouveaux trains assurent l'intégralité du service sur les lignes 52 et 53 et renforcent la capacité en heures de pointe sur les lignes 50 et 54, normalement exploitées avec la série M4/S3.
Les rames ont une largeur de trois mètres comme les séries M1-M2, une hauteur intérieure de 2,30 mètres. La longueur est de 116 mètres pour 6 voitures à quatre portes par côté soit une de plus que les rames M1-M3 et le double des rames M4/S3. Les rames sont à plancher bas équipées de 174 sièges disposés en long pour une capacité totale de 1 134 passagers,.
La place du conducteur se trouve comme dans M1-M3 au milieu de la cabine qui est climatisée. La série possède la possibilité de fonctionner en mode automatique.

##### Série M7

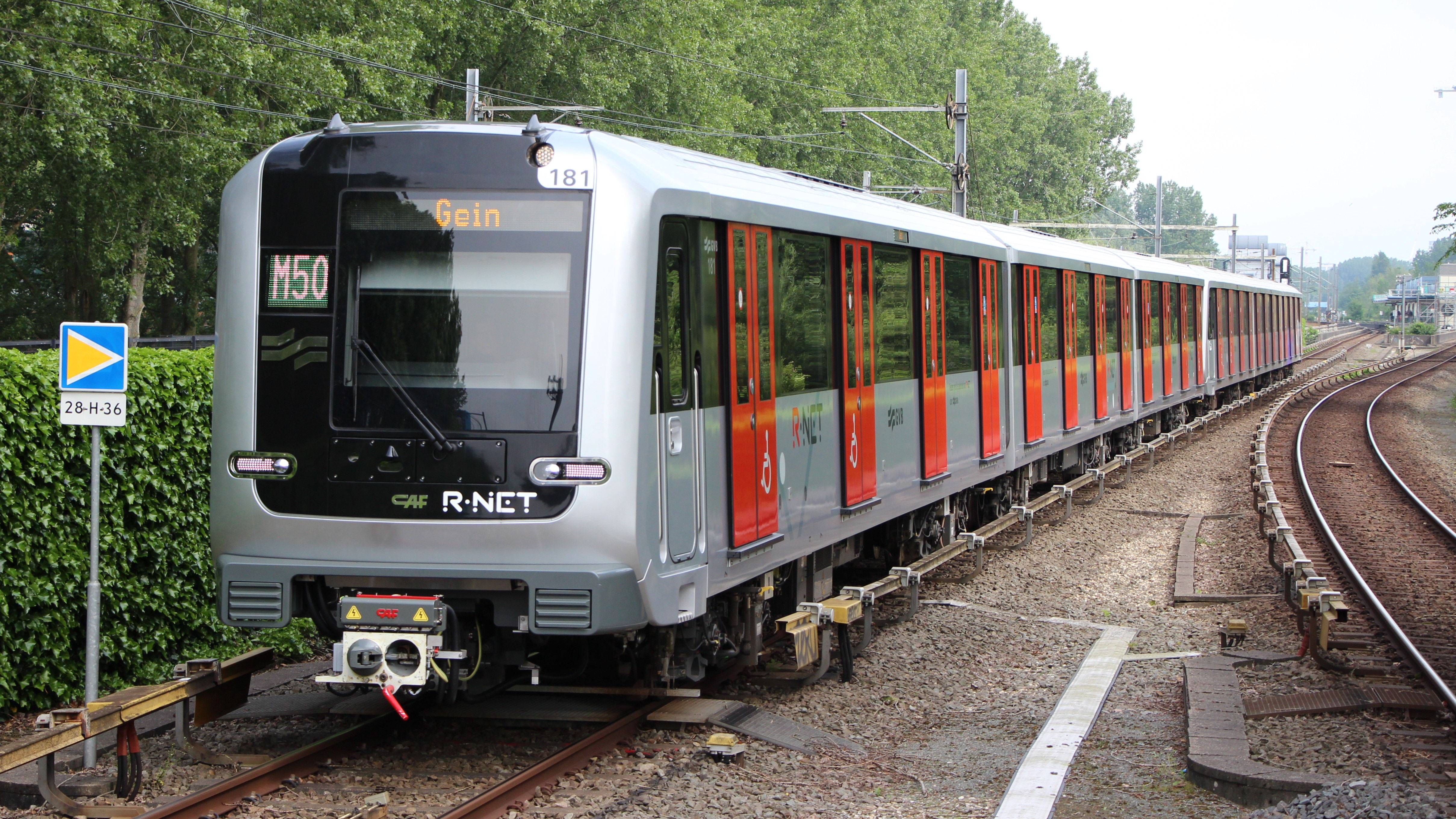
Une rame de série M7 du constructeur CAF

En novembre 2018, la GVB d'Amsterdam signe avec CAF un contrat d'achat de 30 trains (série M7) avec option de 30 trains supplémentaires. Les premiers trains sont entrés en service en février 2023. Ils ont permis le retrait des trains de type S1 - S2 en de 2024 et entraineront le retrait des trains de type S3 - M4 à partir de 2027. Chaque rame en aluminium présente une longueur de 59,6 m et une largeur de 3 mètres, avec 3 voitures à quatre portes par côté (deux voitures motrices et une remorque intermédiaire). Les rames ont la capacité de fonctionner accouplées aux heures de pointe.
- Longueur : 59,6 m
- Largeur : 3 m
- Masse : 95 t
- Vitesse maximale : 80 km/h
- Alimentation : 750 volts (3ème rail)

Chaque rame de trois voitures peut transporter 480 passagers, avec un ratio de 4 passagers par m2, dont 78 assis sur des sièges majoritairement longitudinaux. Deux espaces sont prévus pour les passagers à mobilité réduite. Le système de climatisation comprend un chauffage au sol pour maintenir une température « agréable » tout au long de l'année.
Les trains fonctionnent en 750 V CC alimentés par troisième rail et possèdent un pantographe auxiliaire à utiliser dans le dépôt. Ils disposent d'un éclairage LED et d'équipements auxiliaires basse consommation, et sont équipés pour un freinage régénératif. Leur vitesse maximale est de 80 km/h.
Les trains sont équipés pour un fonctionnement semi-automatique niveau 2, avec la possibilité d'un fonctionnement sans conducteur en niveau 4 à l'avenir lorsque les cabines seront retirées.

#### Ancien matériel

##### Série M1-M3

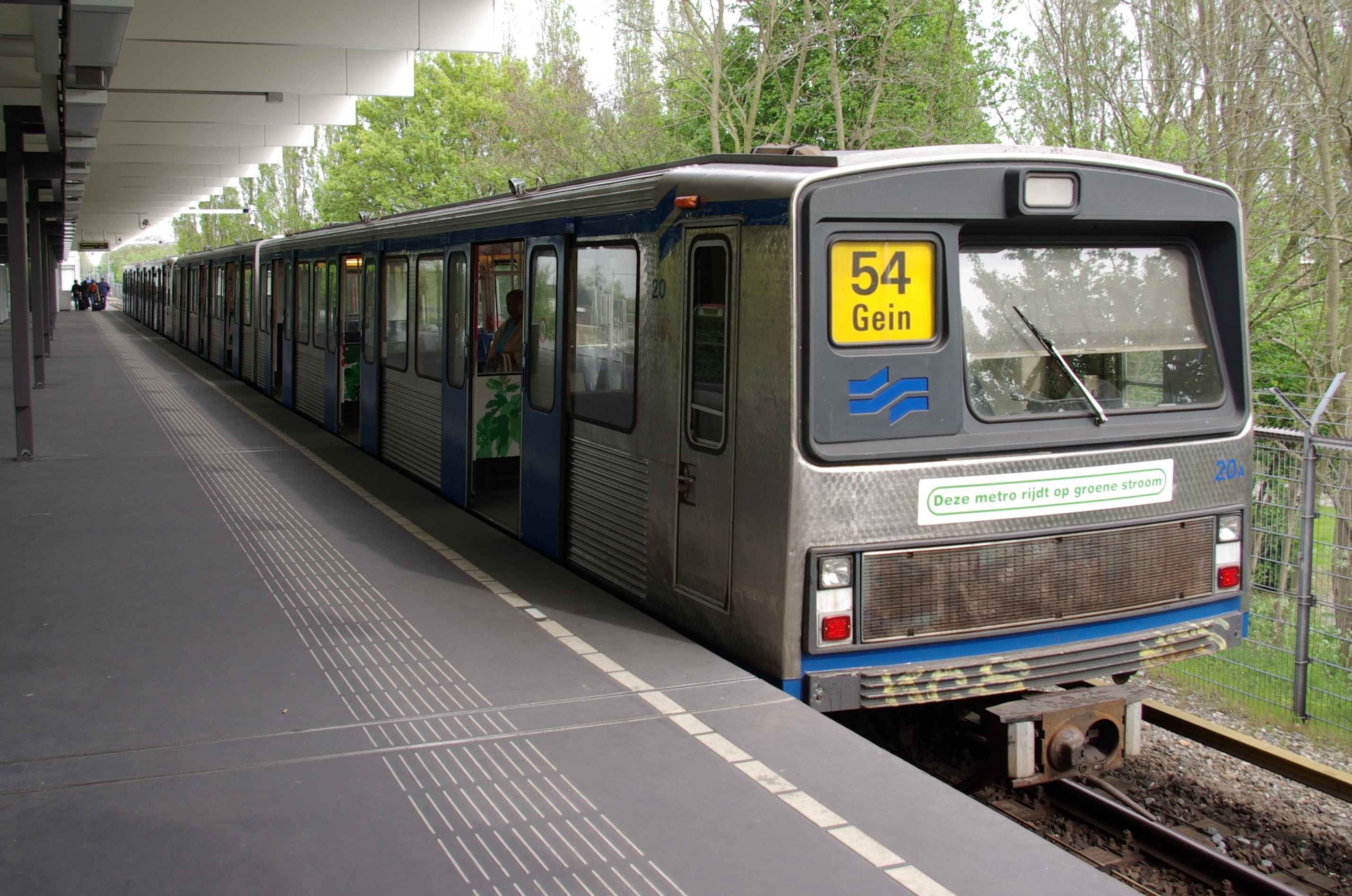
Rame de la série M1-M3 construite par LHB.

En 1971, la GVBA commande à un groupe industriel allemand un prototype de quatre éléments de deux voitures qui effectuèrent des essais, à partir d'avril 1973, pendant près de deux ans, sur une section aérienne de deux kilomètres déjà construite du métro. La possibilité que ces trains puissent être équipés d'un pantographe afin de rouler sur le réseau de chemins de fer alimenté par caténaire sous courant de 1 500 V a été intégrée. D'autres enseignements furent pris en compte lors de la commande en 1975 de 33 éléments de série dont la livraison s'effectua de novembre 1976 à juillet 1977. Sept éléments complémentaires furent livrés en 1980.
La caisse, de type monocoque en acier léger (ou aluminium) était portée par deux bogies par voiture. Les trois portes par côté, du type louvoyante-coulissante, permettaient une ouverture de 1,3 m. Elles étaient actionnées, après déverrouillage par le conducteur puis par les voyageurs qui disposent d'un bouton d'ouverture. Les 50 sièges étaient disposés transversalement. La capacité totale d'une voiture, à raison de quatre personnes debout par mètre carré, était de 152 voyageurs. Ce matériel était estimé confortable grâce à sa suspension pneumatique et à l'insonorisation intérieure (69 décibels lorsque les trains circulent à 60 km/h).
Les voitures étaient alimentées par 3e rail ; toutefois pour circuler dans le dépôt, elles disposaient d'un petit pantographe. Grâce au patin fixé sur les bogies, le courant prélevé sur la face inférieure du troisième rail était acheminé vers les moteurs électriques de 180 kWh des motrices. Le freinage rhéostatique à excitation indépendante était combiné avec le freinage pneumatique.
Les autres principales caractéristiques sont :
- Longueur  d'un élément de deux véhicules : 37,5 m hors attelage
- Largeur : 3 m ; largeur intérieure : 2,75 m
- Masse à vide : 52,9 t
- Masse en charge : 75 t (84,8 t maximum)
- Vitesse maximale : 70 km/h
- Puissance : 4 x 195 kW à 1 360 tours par minute (deux moteurs par voiture)
- Alimentation : 750 volts (3ème rail) avec possibilité de passer à 1 500 volts

Les trains pouvaient être composés de deux, trois, quatre au maximum, rames accouplées, selon la période de la journée.
Les séries M1, M2 et M3 comportant les rames numérotées 1 à 44 comportaient trois sous-séries (1-4, 5-37 et 38-44) construites par le constructeur allemand Linke-Hofmann-Bush (LHB) de Salzgitter entre 1973 et 1980. Les rames 1 à 4 (1973) sont à l'origine les prototypes du métro d'Amsterdam et devaient être retirées du service après l'ouverture de la ligne de l'est. En 1980 il est décidé de les garder et de les transformer lors de la commande de sept rames supplémentaires. Ces séries circulèrent sur les lignes 50 et 54, même si parfois certaines assurèrent également le service sur la ligne 53.
En 2012, les rames des séries M1 à M3 furent remplacées par les nouvelles rames M5.

##### Série S1-S2

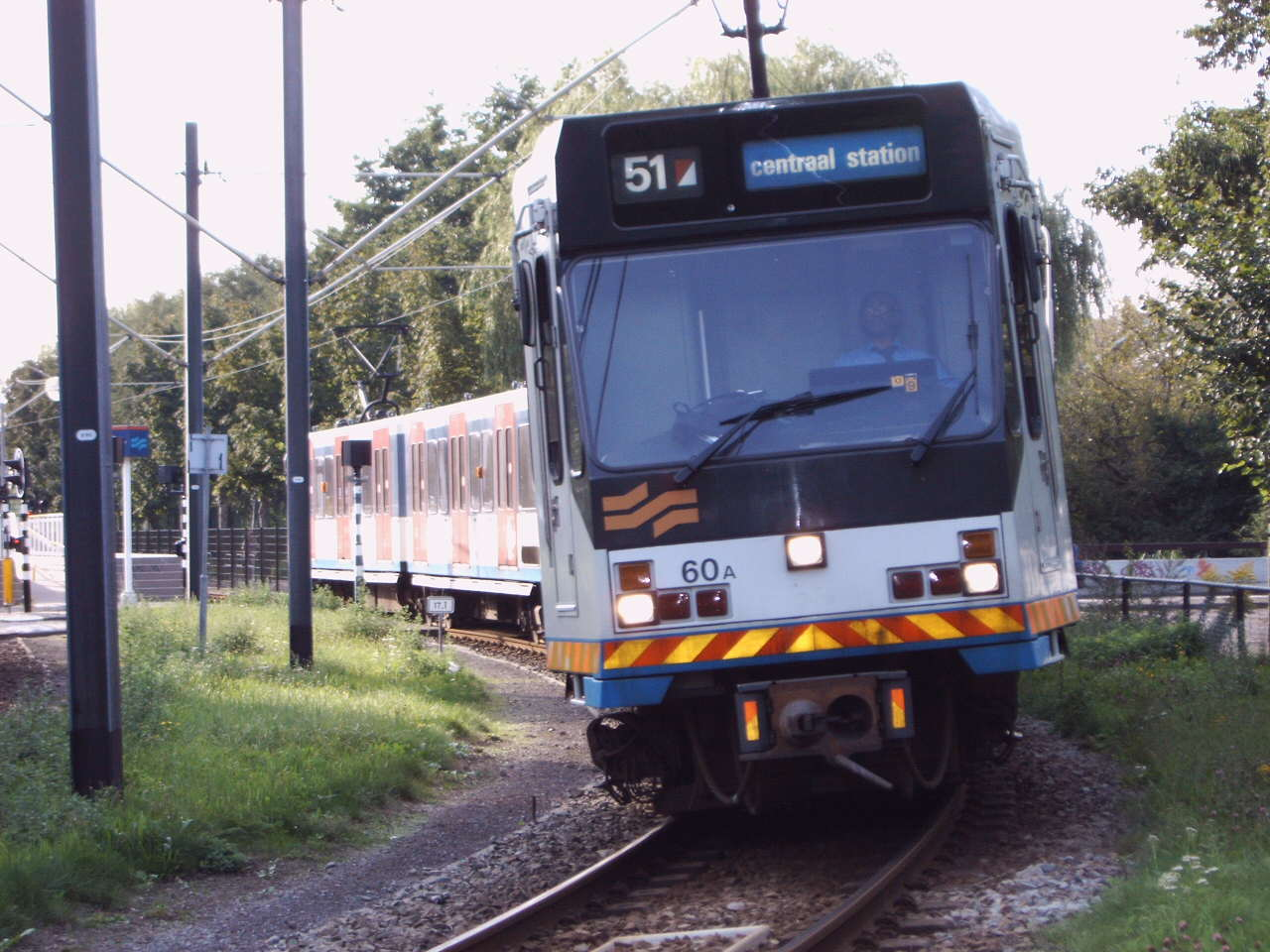
Rame de tramway rapide de la série S1/S2 construite par La Brugeoise et Nivelles, à la station Poortwachter.

Les séries S  composées des 25 rames numérotées 45-69 ont été construites en deux sous-séries (S1 45-57 et S2 58-69) par la société belge La Brugeoise et Nivelles (BN) et livrées entre 1990 et 1993. Ses principales caractéristiques sont :
- Longueur : 30,6 m
- Largeur : 2,65 m
- Masse à vide : 48,5 t
- Masse en charge : 72 t
- Vitesse maximale : 70 km/h
- Puissance : 6 x 77 kW
- Alimentation : 600 volts (caténaire) & 750 volts (3ème rail)

Les rames S1 à S2 sont entrées en service sur la ligne 51. À la station Zuid s'effectue le passage du système d'alimentation par caténaire au 3e rail et inversement. À partir de cette station, les rames malgré leur 2,65 mètres de largeur desservaient de vraies stations de métro, ce qui nécessite la mise en œuvre de bordures de quai qui comblaient l'écart de 35 cm entre les véhicules et les quais. Deux rames au maximum pouvaient être accouplées car les quais des stations Buitenveldert et Amstelveen ne mesurent que 65 mètres de long, même si techniquement quatre rames peuvaient être accouplées.
En 2024, les rames des séries S1 à S2 furent remplacées par les nouvelles rames M7.

### Les installations fixes

#### Le réseau électrique
L'alimentation en courant de traction (750 V continu) se fait par troisième rail, le retour de courant s'effectuant par les rails de roulement. Dans le bâtiment du poste central de commande du réseau, on trouve non seulement les appareillages de voies mais également le pupitre central de contrôle permettant de surveiller le fonctionnement des sous-stations d'alimentation. Les sous-stations électriques de la première ligne (en 1977) sont télécommandés à partir de ce poste de commande centralisée. Dans ces stations de redressement du courant, le courant alternatif fourni à 10 000 volts est transformé en courant continu de 750 volts. En cas de dysfonctionnement dans une des sous-stations de redressement du courant, entraînant une panne sur une section de la ligne, L'alimentation en courant serait rétablie par l'intervention du central d'alimentation en utilisant comme relais les deux sous-stations voisines en amont et en aval.
En cas de panne éventuelle de l'éclairage en stations, l'alimentation peut être rétablie grâce également aux sous-stations électriques voisines, après utilisation d'un système séparé d'éclairage fonctionnant sur batteries.

#### Les voies
Les voies à écartement normal (1 435 mm) furent initialement posées sur ballast avec traverses en bois, aussi bien en tunnel que dans les sections aériennes en raison des risques d'affaissement et du point de vue de l'insonorisation. Dans certaines stations se trouvaient des tableaux de commande servant essentiellement à manœuvrer les aiguillages, grâce auxquels, en cas de défaillance du Poste de Commande Centralisée, le contrôle de la circulation des trains était possible.

#### La signalisation et le PCC

##### La signalisation initiale
La signalisation initiale de la première ligne est du type à block automatique à circuits de voie avec signaux lumineux latéraux. En cas de non-respect de la signalisation, un dispositif d'arrêt automatique provoque l'arrêt du train. Les automatismes du métro furent installés entre 1978 et 1980 par la société allemande AEG. Ce système automatique fait circuler le train en sécurité après l'ordre de départ donné par le conducteur qui, après contrôle sur son moniteur en cabine de la situation sur les quais filmée par les caméras, appuie sur un commutateur déclenchant un signal d'avertissement et fermant les portes. Sur les quais, des installations de télévision permettent aux conducteurs des trains de voir ce qui se passe et d'assurer le départ du train en toute sécurité. La conduite automatique se fait en fonction des signaux lumineux et en observant une allure de marche économique du point de vue de la consommation d’énergie. Le conducteur surveille le déroulement de la circulation et procède, en cas de défaillance, au changement de l'exploitation automatique en exploitation manuelle dans laquelle il peut continuer la marche toujours surveillé par le système. Le système d'automatismes est composé des sous-systèmes commande d'exploitation automatique, postes de manœuvre, surveillance de la vitesse et de la distance d’arrêt, commande continue de la marche des trains, dispositif d'indication de la destination des trains, poste de commande central du trafic, liaison radio avec les trains et alimentation en énergie sans interruption.
Le poste de commande centralisé de la première ligne est équipée d'un tableau optique permettant la visualisation de la position des trains, des appareils de voie et des signaux. L'opérateur du PCC est relié par radiotéléphone aux conducteurs de train. Il peut également observer ce qui se passe en stations et faire des annonces aux voyageurs. Les informations de dysfonctionnement des escaliers mécaniques sont envoyées automatiquement au PCC.
Les automatismes du type ZUB100 de la ligne Amstelveen, similaire à ceux de la ligne Est, sont fournies pas la société Siemens.

##### La nouvelle signalisation
La ville d'Amsterdam signe avec Alstom en avril 2012 un contrat de 100 millions d'euros pour équiper l'ensemble du réseau d'un nouveau système de signalisation. Le contrat comprend la conception, la fabrication et la fourniture d’un système de contrôle CBTC basé sur la solution Urbalis du constructeur. Le contrat prévoit le remplacement des systèmes de contrôle, de signalisation et de supervision ainsi que les réseaux de communication associés. Les travaux de remplacement de la signalisation sont effectués de nuit sans interruption du service passager. Il était prévu que le système CBTC soit mis en service en avril 2015 sur la « Ringlin » (ligne 50) et que le réseau intégralement équipé du système sera opérationnel en 2017. Si le système Urbalis 400 fut installée sur la ligne Nord-Sud au moment de son inauguration, mais il n'a pas été installé comme prévu sur l'ensemble du réseau, du fait des retards d'installation sur les autres lignes. Le déploiement d'Urbalis 400 devrait être achevé en 2019.

#### Les équipements en station
En janvier 2018, la GVB attribue à la société Indra un contrat de fournitures de 130 distributeurs automatiques de billets. Ces machines pourront soit n'accepter que des paiements par carte de crédit dans les stations de métro, les arrêts de tramway et les arrêts de bus, soit également le paiement en espèces dans les stations de métro. Ils seront conformes aux directives nationales de billetterie basées sur la norme OV-Chipkaart. Le contrat comprend sept ans de maintenance, ainsi que la formation, le support et le suivi.

## Exploitation et fréquentation

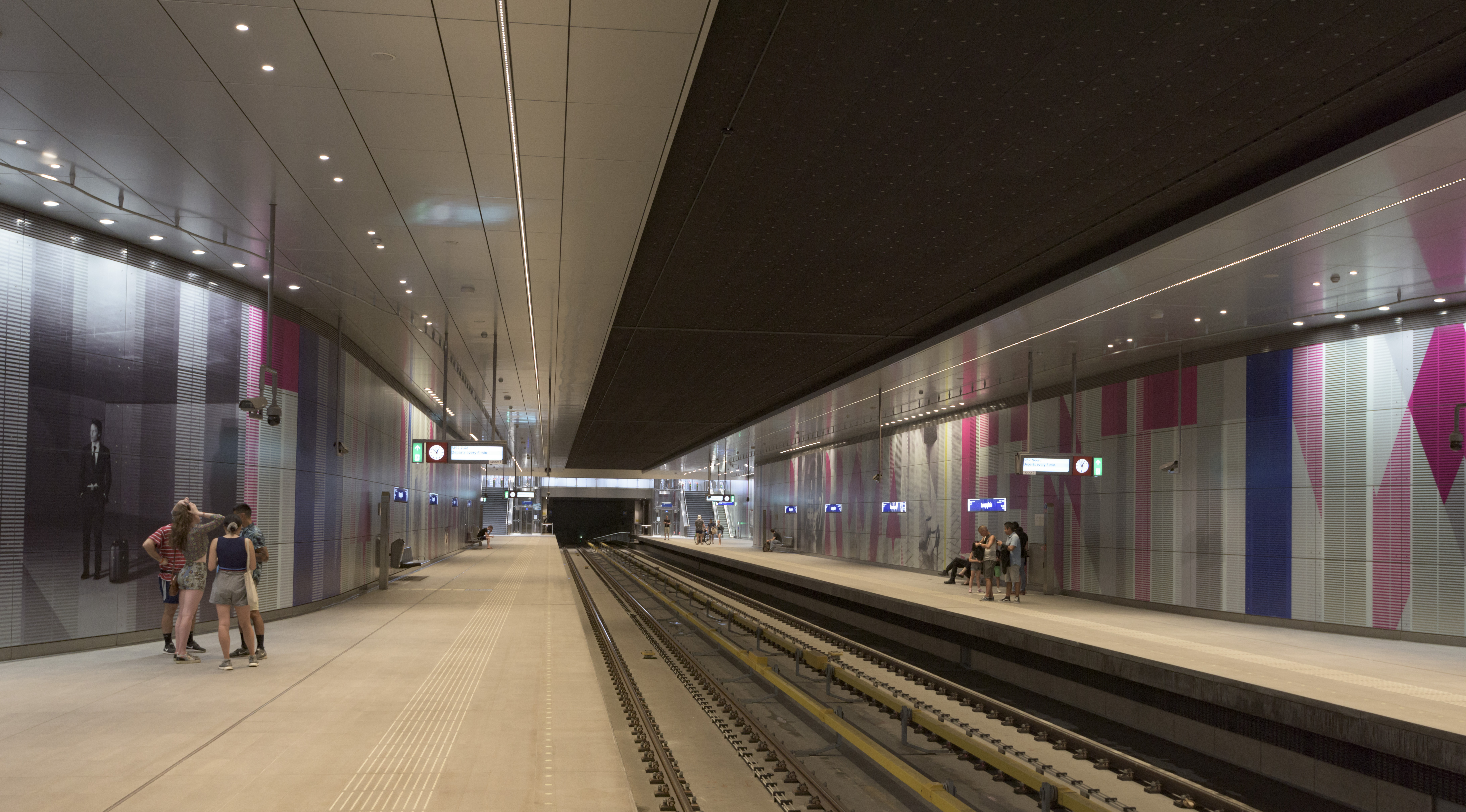
Station Europaplein sur la ligne 52.

### Offre de service
Initialement le métro est ouvert au public de 5 h 30 à 0 h 30.  Aux heures de pointe, les trains circulaient à intervalle de trois - quatre minutes sur le tronçon commun et de 7 minutes 30 secondes sur les branches, les trains desservant alternativement chacune des deux branches de la première ligne. Aux heures creuses les intervalles étaient respectivement de cinq et de dix minutes.
Le métro d'Amsterdam autorise le transport de vélos dans ses rames en dehors des heures de pointe.

### Tarification
Tous les moyens de transport publics d'Amsterdam mettent en œuvre un système de tarification unifié, à l'exception des ferrys, qui sont gratuits. Avec l'installation des nouveaux distributeurs automatiques de billets, il sera nécessaire d'avoir son titre de transport avant d'entrer en station. La tarification varie en fonction de la distance parcourue.

### Fréquentation
Le métro a réalisé 90,3 millions de voyages en 2018, soit une augmentation de 22,6% par rapport à 2017, du fait de l'ouverture de la ligne Nord-Sud. Le nombre de passagers-kilomètres est de 473 millions (soit 5,2 km par voyage en moyenne).

### Bilan d'exploitation
La consommation d'énergie par passager-kilomètre du métro est en 2018 de 0,177 kWh d'électricité (0,21 kWh en 2014). L'objectif est d'aller vers une neutralité carbone (la production d'électricité aux Pays-Bas est thermique) : pour cette raison la GVB installe à partir de 2019 des panneaux solaires dans les stations.

## Projets de développement
Deux propositions d'extension du réseau à moyen terme existent à ce jour. La première consiste en un prolongement de la ligne 52 vers l'aéroport d'Amsterdam-Schiphol et éventuellement Hoofddorp au sud-ouest, par Badhoevedorp. La seconde consiste en un prolongement des lignes 50 et 51 à partir de leur terminus actuel à Isolatorweg vers la gare centrale d'Amsterdam, ce qui permettrait de pleinement transformer la ligne 51 en boucle. Les deux propositions sont actuellement à l'étude, en phase de conception.

### Vers l'aéroport

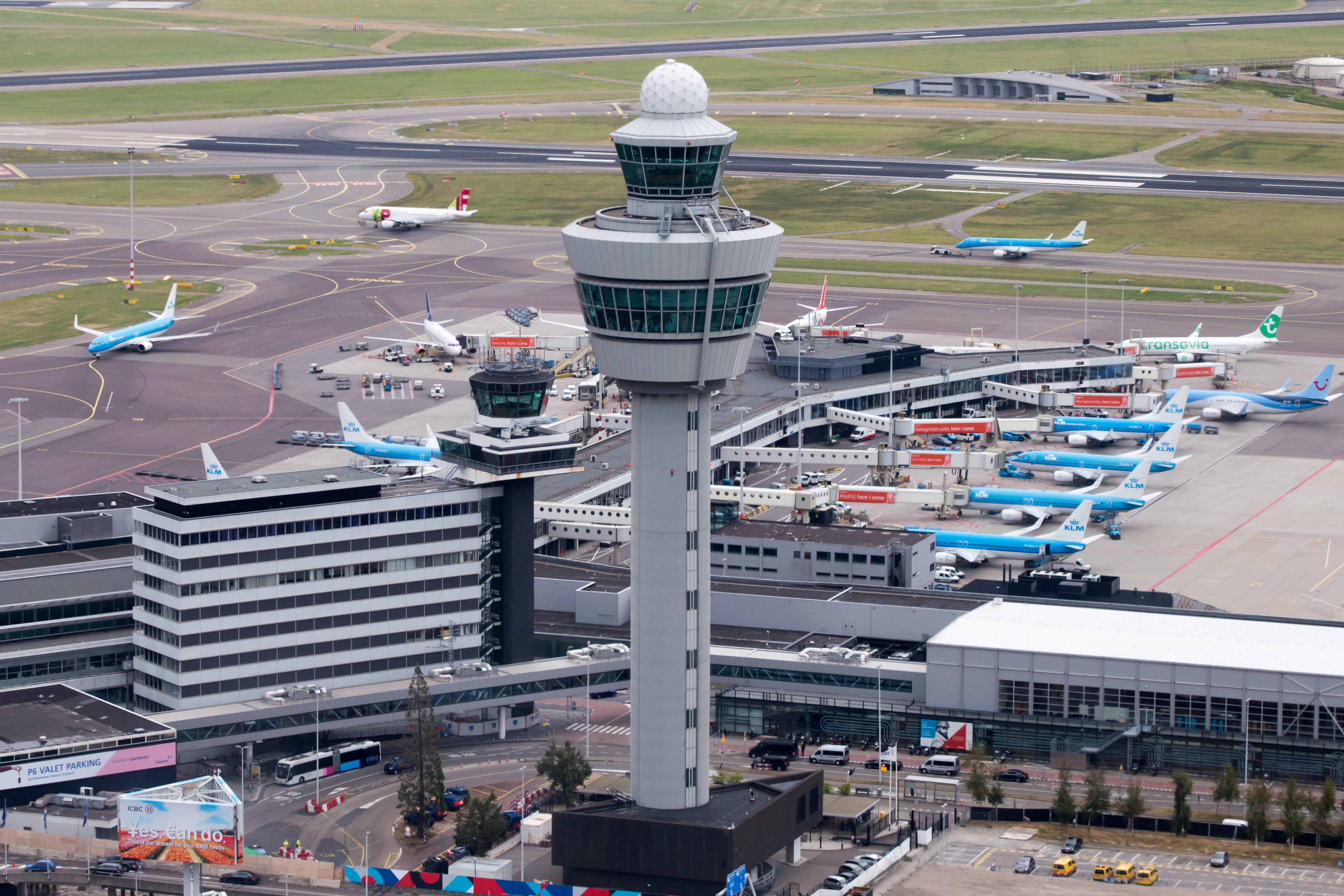
L'aéroport d'Amsterdam-Schiphol, que la ligne 52 doit desservir à moyen terme.

Le prolongement de la ligne 52 vers le sud-ouest doit permettre au métro d'Amsterdam de desservir la gare de l'aéroport d'Amsterdam-Schiphol, sixième gare la plus fréquentée des Pays-Bas, juste après la gare centrale de Leyde. Le prolongement se poursuivrait éventuellement vers Hoofddorp.

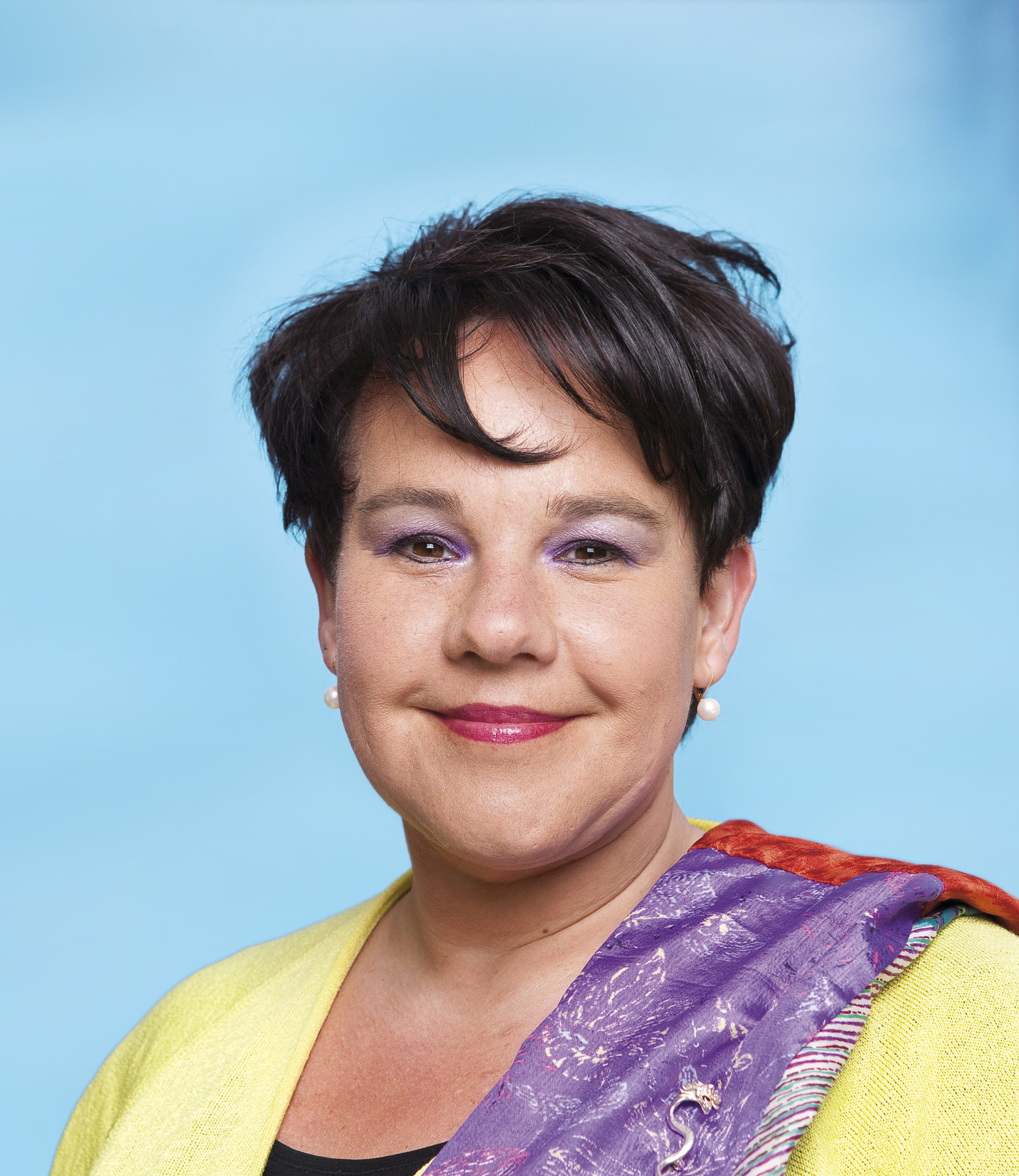
Sharon Dijksma joue un rôle prédominant dans le financement du prolongement de la ligne 52 vers l'aéroport.

Sharon Dijksma, qui exerce la fonction d'échevin chargé du trafic, des transports, des eaux et de la qualité de l'air de la commune d'Amsterdam à partir de 2018, œuvre fortement pour la réalisation du prolongement jusqu'à sa nomination à Utrecht en 2020. Elle mène et supervise la création d'un budget d'1 milliard d'euros commun à sept sources de financement en ce sens. En 2021, le troisième cabinet de Mark Rutte annonce un apport financier supplémentaire d'1,5 milliard d'euros, ce qui permet de quasiment boucler le financement du projet.
Bien que des trains de Nederlandse Spoorwegen (NS) circulent déjà entre la gare d'Amsterdam-Sud et la gare de l'aéroport d'Amsterdam-Schiphol, la saturation probable à court terme du tronçon motive le gouvernement à soutenir le prolongement, ainsi que la rénovation et l'agrandissement des deux gares, qui doivent se voir doter de deux voies supplémentaires chacune.

### Boucle de l'ouest
Le prolongement des lignes 50 et 51 depuis leur terminus actuel à Isolatorweg en direction de la gare centrale d'Amsterdam permettrait notamment le bouclage de la ligne 51. Cependant, bien que ce prolongement soit d'un coût substantiellement inférieur à celui de la ligne 52, il apparaît moins avancé en termes de financement. En effet, la saturation du tronçon ferroviaire entre la gare centrale d'Amsterdam et la gare d'Amsterdam-Sloterdijk, en amont de la station Isolatorweg sur les lignes 50 et 51, reste modérée, notamment en raison des six voies présentes sur la totalité de son tracé.

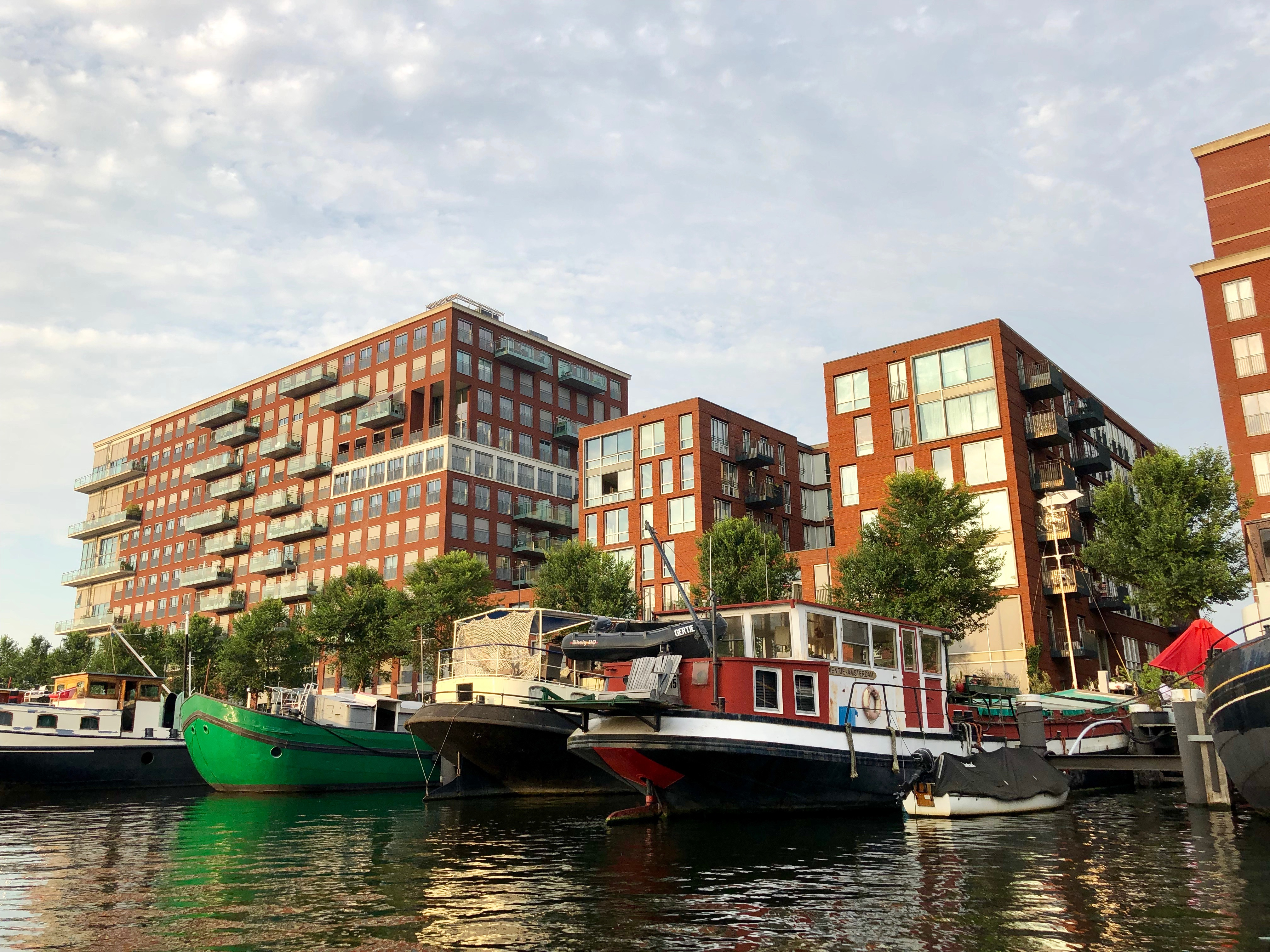
L'une des variantes du prolongement des lignes 50 et 51 passe sous le Westerdok réaménagé, dans le Haarlemmerbuurt.

En dépit du fait que la municipalité soutienne le projet, il échoue à l'heure actuelle à récolter suffisamment de financements pour être mené à terme. Néanmoins, en raison des projets divers et variés de rénovation urbaine d'anciens terrains du port d'Amsterdam à l'ouest de la ville à l'horizon 2040, le prolongement n'est pas abandonné, mais apparaît moins prioritaire à l'heure actuelle que celui de la ligne 52.

### Autres projets
D'autres projets existent à plus long terme pour le réseau mais ne sont qu'à l'état d'ébauches. Ainsi, Het Parool rapporte un prolongement de la ligne 52 au nord vers la ville de Purmerend ou l'ajout d'une branche au nord-ouest jusqu'au village touristique de Zaanse Schans par le NDSM-werf, quartier en pleine mutation de l'arrondissement Nord, ou bien encore la création d'une liaison avec Almere depuis Diemen (ligne 53), par un grand pont enjambant l'Ĳmeer à l'est d'Amsterdam, tout en desservant vraisemblablement le nouveau quartier d'îles artificielles d'IJburg. Le projet d'une nouvelle ligne joignant l'île de Zeeburgereiland à l'est et Geuzenveld à l'ouest suivant relativement le Stadhouderskade, par la gare d'Amsterdam-Muiderpoort et la gare d'Amsterdam-Lelylaan, est également mentionné. Ce tracé reprend en partie la ligne 1 du tramway d'Amsterdam.